# بلند آبخیز

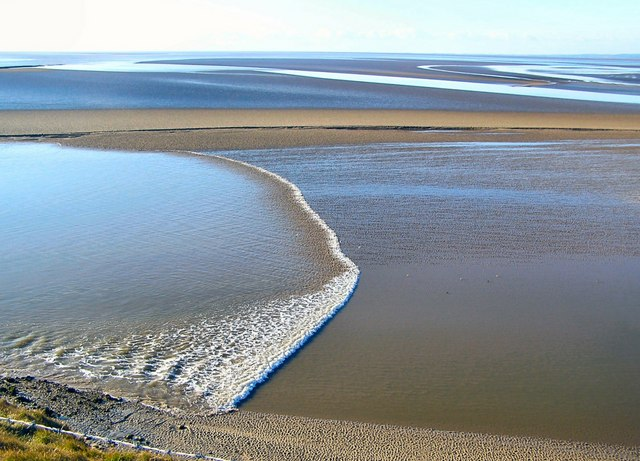

بلند آبخیز یا اشترک موج بزرگی که از دریا به داخل مصب رودخانه نفوذ کند. این یک پدیده جزر و مدی است که در آن، لبه پیشین جزر و مد ورودی، موجی (یا امواجی) از آب را تشکیل می‌دهد که از یک رودخانه یا خلیج باریک در خلاف جهت رودخانه یا جریان خلیج بالا رود.